# 迪安戈·瓦爾默達姆
迪安戈·瓦爾默達姆（荷蘭語：Django Warmerdam；1995年9月2日—）是一位荷蘭足球運動員。在場上司職中場。他現在效力於荷蘭足球乙級聯賽球隊阿積士青年隊。他也代表荷蘭青年國家足球隊參賽。